# Rune Ertsås
Rune Ertsås, né le 24 mai 1987, est un footballeur norvégien. Il joue au poste d'attaquant avec l'équipe du Alta IF.

## Biographie

### En club
Rune Ertsås commence très tôt le football dans le petit club norvégien de Steinkjer FK où il joue en équipe première dès ses 16 ans. En trois ans, il participe à 36 matchs pour 14 buts dans les divisions inférieures de Norvège.
En 2006, il est recruté par un grand club de Norvège : Molde FK. Il commence son parcours professionnel en faisant quelques apparitions dans le groupe et quelques fins de matchs. En  2007, malgré un temps de jeu minime il marque 7 buts en 24 matchs en championnat. 
Pour l'année 2009, il est le plus souvent remplaçant que titulaire avec 19 entrées en jeu contre seulement deux titularisations en championnat pour quatre buts. En effet, il est barré par la paire sénégalaise Pape Paté Diouf et Mame Biram Diouf qui culmine à 27 buts à eux deux.
Rune décide de changer d'air pour avoir plus de temps de jeu, il est contacté par le club français du FC Tours qui lui propose un essai en janvier. Mais le club français ne donne pas suite à l'essai, il est donc prêté pour 5 mois dans le club de Sandefjord.
En août 2010, il s'engage avec le Vejle BK, un club de Division 2 danoise.

### En équipe nationale
Rune Ertsås est appelé pour la première fois en sélection nationale avec les moins de 19 ans norvégien le 2 décembre 2005 contre Malte (6-0) en rentrant à la 64e minute à la place de son compatriote Bjarne Ingebretsen. Suivent des matchs contre Chypre et Israël pour le compte du Championnat d'Europe des moins de 19 ans.
En 2007, Rune est appelé a joué pour l'étage supérieur avec les espoirs contre l'Estonie (1-0) en rentrant à la 74e minute à la place de Tore Andreas Gundersen pour un match de qualification de l'Euro espoirs 2009.

## Palmarès
- Molde FK
  - Championnat de Norvège
    - Finaliste : 2009.

## Carrière
| Saison    | Club               | Pays                  | Championnat         | Coupe nationale | Coupe continentale | Sélection Norvège |
| --------- | ------------------ | --------------------- | ------------------- | --------------- | ------------------ | ----------------- |
| 2003      | Steinkjer FK       | Fair Play ligaen (D3) | 2 matchs / 1 but    | ?               | -                  | -                 |
| 2004      | Steinkjer FK       | Fair Play ligaen (D3) | 14 matchs / 1 but   | ?               | -                  | -                 |
| 2005      | Steinkjer FK       | Fair Play ligaen (D3) | 20 matchs / 12 buts | ?               | -                  | -                 |
| 2006      | Molde FK           | Tippeligaen           | 6 matchs            | -               | 1 match (C3)       | -                 |
| 2007      | Molde FK           | Adeccoligaen          | 23 matchs / 7 buts  | 1 match         | -                  | -                 |
| 2008      | Molde FK           | Tippeligaen           | 16 matchs / 1 but   | 3 matchs        | -                  | -                 |
| 2009      | Molde FK           | Tippeligaen           | 21 matchs / 4 buts  | 5 matchs        | -                  | -                 |
| 2010      | Sandefjord Fotball | Tippeligaen           | 16 matchs           | 2 buts          | -                  | -                 |
| 2010-2011 | Vejle BK           | 1. division (D2)      | 14 matchs           | 4 buts          | -                  | -                 |

Dernière mise à jour le 20 avril 2011